# NGC 6350
NGC 6350 је лентикуларна галаксија у сазвежђу Херкул која се налази на NGC листи објеката дубоког неба.
Деклинација објекта је + 41° 41' 40" а ректасцензија 17h 18m 42,2s. Привидна величина (магнитуда) објекта NGC 6350 износи 13,2 а фотографска магнитуда 14,2. NGC 6350 је још познат и под ознакама UGC 10800, MCG 7-35-64, CGCG 225-99, CGCG 226-1, PGC 60046.